# Nunchía (ort)
Nunchía är en ort i Colombia.   Den ligger i departementet Casanare, i den centrala delen av landet, 240 km nordost om huvudstaden Bogotá. Nunchía ligger 395 meter över havet och antalet invånare är 1 282.
Terrängen runt Nunchía är kuperad. Runt Nunchía är det glesbefolkat, med 10 invånare per kvadratkilometer. Det finns inga andra samhällen i närheten. Omgivningarna runt Nunchía är huvudsakligen savann.